# Región del Nordeste de Inglaterra
El Noreste de Inglaterra (en inglés: North East England) es una de las nueve regiones de Inglaterra. Está formada por los condados de Northumberland, Durham, Tyne y Wear y el antiguo condado de Cleveland (Yorkshire del Norte). Limita al norte con Escocia, al este con el mar del Norte, al sur con Yorkshire y Humber y al oeste con la región Noroeste. Su capital es Newcastle. Con una población de 2 596 886 habitantes en 2015 es la región menos poblada, y con un área de 8592 km², la segunda menos extensa, solo por delante de Gran Londres.
El nombre histórico del Nordeste de Inglaterra es Northumbria que todavía es usado por algunas empresas y organizaciones, aunque muy poco utilizado por la población. Las ciudades importantes de la región son: Newcastle, Sunderland, South Shields, Durham, Middlesbrough, Stockton-on-Tees, Hartlepool y Darlington.

## Historia
La región fue creada en 1994 y dividida originalmente como Northumberland, Tyne and Wear, Durham y Cleveland. Como parte de una reforma del gobierno local varios disitritos fueron abolidos y creados.
Ahora constá de cuatro subregiones distintas:
- Durham
- Northumberland
- Tyne and Wear
- Tees Valley (Antigua área de Cleveland más Darlington)